# Banassa Diomandé
Pour les articles homonymes, voir Diomandé.
Banassa Diomandé, née le 18 juillet 1993, est une taekwondoïste ivoirienne.

## Carrière
Banassa Diomandé est médaillée de bronze dans la catégorie des moins de 53 kg aux Championnats d'Afrique 2009 à Yaoundé et médaillée de bronze dans la catégorie des moins de 57 kg aux Championnats d'Afrique 2012 à Antananarivo, aux Championnats d'Afrique 2014 à Tunis et aux Championnats d'Afrique 2018 à Agadir et aux Jeux africains de 2019 à Rabat. Médaillée d argent aux championnats du monde par équipe en 2014 au Mexique et en 2018 à Fujairah